# Bridget Moynahan
Kathryn Bridget Moynahan (Binghamton, 28 de abril de 1971) é uma atriz e modelo americana.

## Biografia
Bridget nasceu em Binghamton, Nova York em 28 de abril de 1971, filha de imigrantes Irlandeses, Mary Bridget, uma professora, e Edward Bradley Moynahan, um cientista e atual administrador da University of Massachusetts, em Amherst. Ela cresceu em Longmeadow, Massachusetts, junto com seus dois irmãos, Andrew e Sean; ela é a filha do meio. Moynahan estudou na Longmeadow High School e se formou em 1989. Na escola era ela uma das atletas, participando de esportes como futebol, basquete e lacrosse.

## Carreira
Bridget iniciou a carreira de modelo nos anos 90. Depois de uma bem sucedida carreira, ela começou a atuar na televisão e seu primeiro trabalho de destaque foi uma participação em alguns episódios da série Sex and the City como a personagem Natasha. No ano seguinte ela participou do filme Show Bar que a transformou num sex symbol. Ela foi uma das protagonistas da série Seis Graus de Separação.
Atualmente é uma das estrelas da série Blue Bloods, no papel de Erin Reagan.

## Vida pessoal
Ela já namorou o produtor e roteirista Scott Rosenberg. Namorou de 2003 a 2006 o jogador de futebol americano Tom Brady. Em 22 de agosto de 2007, ela deu à luz um menino, filho de Brady, John Edward Thomas Moynahan Brady. Namora desde 2010 o diretor McG.

## Filmografia
| Ano  | Filme                      | Papel             | Observação |
| ---- | -------------------------- | ----------------- | --- |
| 1999 | Row Your Boat              | Apartment Owner   | |
| 1999 | In the Weeds               | Amy               | |
| 1999 | Trifling with Fate         | Fame              | |
| 1999 | Whipped                    | Marie             | |
| 1999 | Sex and the City           | Natasha           | Episódio: "Twenty-Something Girls vs. Thirty-Something Women" Episódio: "Ex and the City" Episódio: "Attack of the Five Foot Ten Woman" Episódio: "Drama Queens" Episódio: "Easy Come, Easy Go" Episódio: "Running with Scissors" Episódio: "What Goes Around Comes Around" |
| 2000 | Coyote Ugly                | Rachel            | |
| 2001 | Serendipity                | Halley Buchanan   | |
| 2002 | The Sum of All Fears       | Drª. Cathy Muller | |
| 2003 | The Recruit                | Layla Moore       | |
| 2004 | I, Robot                   | Dra. Susan Calvin | |
| 2005 | Lord of War                | Ava Fontaine      | |
| 2006 | Six Degrees                | Whitney Crane     | |
| 2006 | Unknown                    | Eliza Coles       | |
| 2007 | Prey                       | Amy Newman        | |
| 2007 | Gray Matters               | Charlie Kelsey    | |
| 2007 | Noise                      | Helen Owen        | |
| 2008 | Eli Stone                  | Ashley Cardiff    | Episode: "Help!" Episodio: "Owner of a Lonely Heart" |
| 2010 | Ramona and Beezus          | Dorothy Quimby    | |
| 2010 | Blue Bloods                | Erin Reagan       | 2010-presente, trabalha ao lado de Tom Selleck e Donnie Wahlberg. |
| 2011 | Battle: Los Angeles        | Michele           | |
| 2014 | Jonh Wick-De Volta ao Jogo | Helen Wick        | |